# Ялуторовск
Ялу́торовск — город в России, административный центр Ялуторовского района Тюменской области. Расположен на левом берегу реки Тобол.
Основан в 1659 году как слобода Ялуторовская (город — с 1782 года).
В настоящее время муниципальное образование город Ялуторовск имеет статус городского округа и является единственным населённым пунктом в составе округа.
Население — 38 970 чел. (2024). Общая площадь городских земель — 5191 га.

## Этимология
Название города включает татарские компоненты -яу («войско»), -лу(-лы) — аффикс относительного прилагательного, тура («город»).
По мнению Е. М. Поспелова, топоним происходит от названия татарской крепости Явлу-Тура — «воинственный город» или «город боёв».

## История
Ялуторовский острог и одноимённая слобода основаны в 1659 году на левом высоком берегу реки Тобол на месте бывшего татарского городища Явлу-тур, с XIV века стоявшего на старой Казанской дороге, которая связывала татарские поселения Урала и Сибири с торговыми центрами Средней Азии. Острог являлся аванпостом, охранявшим юго-восточные подступы к Тюмени и Тобольску.
В 1782 году острог был преобразован в уездный город Ялуторовск Тобольского наместничества, а в 1785 году высочайше учреждён герб города, главным элементом которого стало мельничное колесо, «в знак того, что в округе оного многое число мучных мельниц». В 1784 году в Ялуторовском уезде насчитывалось 552 водные и ветряные мельницы. В городе и его окрестностях активно развивались ремёсла и промыслы, связанные с переработкой сельскохозяйственного сырья, и торговля. В 1762 году в Ялуторовской слободе открылась первая ярмарка. В 1822 году по Указу Александра I Ялуторовск был преобразован в окружной город Тобольской губернии.
В 1760-х годах по грамоте митрополита Павла построена каменная двухэтажная церковь во имя Сретения Господня.
C 1829 по 1856 гг. в Ялуторовске на поселении находились декабристы: Басаргин Н. В., Враницкий В. И., Ентальцев А. В., Муравьёв-Апостол М. И., Оболенский Е. П., Пущин И. И., Черкасов А. И., Якушкин И. Д. Они внесли большой вклад в развитие культуры Ялуторовска. По инициативе И. Д. Якушкина при содействии дальновидных кругов купечества, интеллигенции, протоиерея Сретенского собора С. Я. Знаменского были открыты прогрессивные по тем временам учебные заведения — всесословная бесплатная школа для мальчиков (1842 год) и первая в Сибири школа для девочек (1846 год).
Большой толчок развитию Ялуторовска дало строительство Сибирского тракта, который прошёл через город в первой половине XIX века. С этим периодом связан расцвет мелкой промышленности, ремёсел и промыслов, торговли. Ялуторовский округ поставлял за Урал телеги, сани, мебель, бочечную клёпку. Широкое распространение получили ковровый, чулочный, канатный, решётный, рогожный, шорный промыслы, гончарное производство.
В 1858 году был утверждён первый генеральный план развития Ялуторовска. В это время начал формироваться современный градостроительный облик города: прямые улицы, поквартальная застройка домами-усадьбами с полным набором хозяйственных и бытовых построек. В середине XIX века в Ялуторовске насчитывалось 8 казённых и 539 частных домов с населением 2240 человек. Застройка оставалась преимущественно деревянной. Градостроительной доминантой города был каменный Сретенский кафедральный собор, освящённый в 1777 году и окончательно достроенный в 1837 году.
В 1911 году в Ялуторовск по Тоболу стали ходить пароходы, а 8 мая 1912 года в Ялуторовск из Тюмени пришёл первый поезд.
В 1970 году город внесён в список исторических городов России.
В 2009 году был заново открыт Сретенский собор, восстановленный после сноса в 1931 году.
24 июня 2023 года, на день города, был открыт виадук через Транссиб.

### История статуса
Был уездным городом Тобольского наместничества, Тобольской губернии. После установления советской власти — центр Ялуторовского уезда Тюменской губернии.
- С 3 ноября 1923 — центр Ялуторовского района.
- 1 февраля 1963 — отнесён к городам областного значения.
- С 14 января 1963 по 4 января 1965 — в административном подчинении Ялуторовского горсовета находились р.п. Вагай, р.п. Заводопетровский, р.п. Лебедёвка.
- С 29 сентября 1964 по 12 января 1965 — в административном подчинении Ялуторовского горсовета находился р.п. Новый Тап.

## Общая физико-географическая характеристика
Город Ялуторовск расположен на левом берегу реки Тобол (левый приток Иртыша) в лесостепной зоне Западной Сибири (в северной части Тургайской долины). Отметка нуля водомерного поста реки Тобол в городе Ялуторовске — 49,3 м (над уровнем моря).
К юго-западу от города расположен лесной массив, к северо-западу — болота.
Город расположен в 85 км (по автодороге) к юго-востоку от областного центра — города Тюмени. Ближайший город Заводоуковск расположен в 28 км к юго-востоку от Ялуторовска.
Исторически город находился на Сибирском тракте, сейчас это важный транспортный узел. Железнодорожная станция Ялуторовск на Транссибирской магистрали. Возле города проходит Автомобильная дорога федерального значения Р402 (Тюмень — Омск).
| С-З | Тюмень ~ 75 км    |             | Тобольск ~ 250 км    | С-В |
| З   | Шадринск ~ 200 км | Роза ветров | Ишим ~ 230 км        | В   |
| Ю-З | Курган ~ 190 км   |             | Заводоуковск ~ 28 км | Ю-В |

Климат
Климат города континентальный, характеризуется суровой снежной продолжительной зимой, тёплым коротким летом и ещё более короткими переходными сезонами. Самый холодный месяц в году — январь со среднемесячной температурой воздуха — 18,4 ºС, самый тёплый — июль со среднемесячной температурой + 17,8 ºС, амплитуда среднемесячных температур составляет 36,2 ºС. Экстремальные температуры соответственно равны — 40 ºС и + 40 ºС. Годовое количество осадков составляет 460 мм (по другим источникам — 449 мм), большая их часть выпадает в тёплый период. Снежный покров удерживается более 5 месяцев — в среднем 161 день. Высота снежного покрова к концу зимы достигает до 30 см. Зимой преобладают ветры юго-восточного, южного, юго-западного направлений. Летом преобладают ветры северного (20 %) и северо-западного (19 %) направлений. К наиболее часто повторяющимся атмосферным явлениям относятся: туманы, метели (образуются при скорости ветра 6 м/сек и более), грозы (наблюдаются с апреля по сентябрь, но преимущественно в июле (каждый третий день месяца)), гололёдно-изморозные явления (наблюдаются в холодное время с октября по май).
| Показатель                    | Янв.  | Фев.  | Март | Апр. | Май  | Июнь | Июль | Авг. | Сен. | Окт. | Нояб. | Дек.  | Год  |
| ----------------------------- | ----- | ----- | ---- | ---- | ---- | ---- | ---- | ---- | ---- | ---- | ----- | ----- | ---- |
| Абсолютный максимум, °C       |       |       |      |      |      | 37,9 |      |      |      |      |       |       |      |
| Средний суточный максимум, °C | −14,2 | −12,1 | −3,5 | 7,8  | 16,5 | 21,8 | 23,8 | 20,4 | 14,7 | 4,6  | −5,1  | −10,9 | 5,3  |
| Средняя температура, °C       | −18,1 | −16,5 | −8,3 | 3,1  | 10,8 | 16,3 | 18,7 | 15,5 | 10,1 | 1,3  | −8,3  | −14,5 | 0,8  |
| Средний суточный минимум, °C  | −21,9 | −20,9 | −13  | −1,6 | 5,2  | 10,9 | 13,7 | 10,6 | 5,5  | −1,9 | −11,4 | −18   | −3,6 |
| Норма осадков, мм             | 23    | 15    | 15   | 24   | 37   | 60   | 81   | 58   | 45   | 36   | 30    | 25    | 449  |
| Источник: КЛИМАТ: ЯЛУТОРОВСК  |       |       |      |      |      |      |      |      |      |      |       |       |      |

Часовой пояс
Ялуторовск, как и вся Тюменская область находится в часовой зоне МСК+2. Смещение применяемого времени относительно UTC составляет +5:00.

## Население
| 1920 |
| ---- |
| 5136 |

| 1856    | 1897    | 1913    | 1926    | 1931    | 1939    | 1959    | 1967    | 1970    |
| ------- | ------- | ------- | ------- | ------- | ------- | ------- | ------- | ------- |
| 3300    | →3300   | ↗6100   | ↘5700   | ↗6200   | ↗13 600 | ↗20 188 | ↗23 000 | ↗25 426 |
| 1979    | 1989    | 1992    | 2000    | 2001    | 2002    | 2003    | 2005    | 2006    |
| ↗32 914 | ↗36 841 | ↗37 000 | ↗37 500 | →37 500 | ↘36 088 | ↗36 100 | ↗36 400 | ↗36 600 |
| 2009    | 2010    | 2011    | 2012    | 2013    | 2014    | 2015    | 2016    | 2017    |
| ↗37 379 | ↘36 493 | ↗36 565 | ↗37 024 | ↗37 488 | ↗38 327 | ↗38 838 | ↗39 399 | ↗39 837 |
| 2018    | 2019    | 2020    | 2021    | 2023    | 2024    |         |         |         |
| ↗39 967 | ↘39 919 | ↗40 273 | ↘38 853 | ↗38 882 | ↗38 970 |         |         |         |

На 1 января 2024 года по численности населения город находился на 389-м месте из 1119 городов Российской Федерации.

## Экономика
Ялуторовск — один из промышленных центров переработки сельхозпродукции, производимой в южных районах Тюменской области. Экономика города отличается диверсифицированной многоотраслевой структурой, её основными отраслями и сферами являются пищевая промышленность (85 % от общего объёма производимой продукции), стройиндустрия (5 %), переработка древесины и мебельное производство (3,5 %), металлообрабатывающая (3 %), швейная (0,6 %), полиграфическая (0,2 %) промышленность.
Самые крупные предприятия: Молочный комбинат «Ялуторовский» (в настоящее время — филиал АО «Данон Россия»), Фабрика печенья и Кондитерская фабрика «Кураж», ОАО «Мясокомбинат „Ялуторовский“», комбинат хлебопродуктов ОАО «Тюменьхлебопродукт», ОАО «Ялуторовский Автомобильный Завод» (банкрот на сегодняшний день; бывший центр бывшего крупного производственного объединения, выведенного на ведущие позиции в отрасли и долгие годы возглавлявшегося ялуторовчанином Виктором Павловичем Отекиным, памятная доска о котором до настоящего времени украшает центральное здание заводоуправления) с 2012 года занимается выпуском электросварных труб, Завод пищевого оборудования «Ялуторовский» (ООО), ЗАО «Бетон», ЗАО «Сибпромцентр», Фабрика мебели «Интеди», ООО «Ялуторовский литейный завод», МФО «Партнёр-Инвест» (ООО). Продукция ялуторовских предприятий высоко ценится на Всероссийских агропромышленных выставках, в автономных округах Тюменской области. Сотрудничество с северными районами осуществляется в рамках общеобластных программ и на основе прямых соглашений с Нефтеюганском, Пыть-Яхом, Салехардом.
Несмотря на то, что за годы реформ экономика города подверглась заметным испытаниям, в 2000 году Ялуторовск стал победителем Всероссийского конкурса «Стратегия развития малых городов», в 2003 году — второго Всероссийского конкурса финансового развития «Золотой рубль» и признан лучшим в Уральском федеральном округе в категории «малый город».

## Культура и достопримечательности
Ялуторовский музейный комплекс в 2008 году вышел в полуфинал конкурса «Семь чудес России» (занял 2-е место по Уральскому федеральному округу, уступив только челябинскому Аркаиму).
В городе имеются 4 объекта культурного наследия федерального значения, все они связаны с декабристами. С именем декабристов связана также единственная особо охраняемая природная территория — региональный памятник природы Роща Декабристов (79 га).
В музее Ялуторовский острог в Археологической галерее находится копия древнейшей из найденных в Северной Евразии деревянной погребальной ладьи, обнаруженной в Ингальской долине в могильнике «Бузан-III» в 1996 году.
В Ялуторовске базируется федеральное казённое учреждение «Центр хранения страхового фонда» (ул. Ишимская, д. 138) — специальное хранилище документов федеральных архивов, как дубликатов, так и многих подлинников, главным образом, «временно» вывезенных в Западную Сибирь во время Великой Отечественной войны и застрявших там навечно. В частности, в ЦХСФ хранится часть фондов Российского государственного военно-исторического архива, в том числе коллекция метрических книг церквей воинских частей за большую часть XIX века, а также общая картотека учёта личного состава Русской императорской армии во время Первой мировой войны (значительная часть картотеки оцифрована и выложена в открытый доступ).

## Известные уроженцы города
- Савва Мамонтов (1841—1918) — русский предприниматель и меценат.
- А. И. Молотков (1916—2005) — советский и российский лингвист, фразеолог.
- Петр Уваров (1923—1991) — генерал-майор, первый командир 7 гвардейской Режицкой Краснознамённой дивизии РВСН, начальник кафедры Ракетных войск ВПА им. Ленина.

При подготовке празднования 100-летия Бородинского сражения по всей Российской империи был разослан циркуляр, которым предписывалось отыскать живых участников великой битвы. В результате в Ялуторовске был найден такой человек — Павел Яковлевич Толстогузов. В 1912 году участник Бородинского сражения был 117-летним старцем, плохо видел и слышал, но при этом, по свидетельству современников, был «достаточно бодрым». Его сфотографировал специально присланный фотограф — на фото рядом с ним запечатлена его 80-летняя жена. В 2017 году краевед Анатолий Звездин и доктор исторических наук Александр Ярков на основании вновь обнаруженных в архивах Тюменской области материалов опровергли участие Толстогузова в Отечественной войне 1812 года, по причине того, что он родился 5 (17) ноября 1817 года.